# Lzop
lzopは、アルゴリズムとしてLempel-Ziv-Oberhumerを使用している、ライブラリのLZOのコマンドライン版の可逆データ圧縮ソフトウェア。自由ソフトウェアで、ライセンスはGNU General Public License v2。

## 特徴
高速な圧縮・展開動作を主目的に開発されており、圧縮率はgzipよりもやや劣るが、CPUへの負荷は10分の1以下である。
多くのベンチマークテストにおいて、lzopは動作の速さにおいてトップクラスに位置する。ただし15年後に開発された LZ4 の方が速い。
使用方法はgzipとほぼ同様であり、ファイルアーカイバの機能は持たないが、単純なファイル圧縮に限らず標準入出力を通して多様な方法で使用できる。
圧縮ファイルは、拡張子として.lzoを付加する。
バージョン1.21以降のGNU tarでは、--lzopオプションにてlzop形式をサポートする。拡張子は .tar.lzo 。.tlz は lzop ではなく LZMA になるので注意。